# ميليسا مون
ميليسا مون (بالإنجليزية: Melissa Moon)‏ هي منافسة ألعاب القوى نيوزيلندية، ولدت في 16 سبتمبر 1969.

## وصلات خارجية
- ميليسا مون على موقع الاتحاد الدولي لألعاب القوى (الإنجليزية)
- ميليسا مون على موقع رابطة إحصائيات سباق الطريق (الإنجليزية)